# آغ‌دره (نخجوان)
آغ‌دره (به ترکی آذربایجانی: Ağdərə) یکی از روستاهای جمهوری آذربایجان است که از توابع جمهوری خودمختار نخجوان است. جمعیت این روستا در سرشماری سال ۲۰۱۱ میلادی، ۱۰۲۰۰ نفر بود.